# Großsteingräber bei Rhadereistedt
Die Großsteingräber bei Rhadereistedt waren zwei megalithische Grabanlagen der jungsteinzeitlichen Trichterbecherkultur bei Rhadereistedt, einem Ortsteil von Rhade im Landkreis Rotenburg (Wümme) (Niedersachsen). Sie wurden im 19. Jahrhundert zerstört. 

## Lage
Der genaue Standort des ersten Grabes ist nicht überliefert, das zweite lag nach einem Bericht von 1839 „auf dem s. g. Bargfelde“.

## Beschreibung

### Grab 1
Grab 1 war um 1839 schon stark beschädigt. Es besaß zwei Decksteine von jeweils 2 m Länge und Breite. Diese lagen nur noch auf einer Seite auf den Wandsteinen auf. Der genaue Grabtyp lässt sich anhand dieser Angaben nicht bestimmen.

### Grab 2
Grab 2 besaß ebenfalls zwei Decksteine. Der erste hatte eine Länge von 3,21 m und eine Breite von 2 m, der zweite eine Länge von 2,6 m und eine Breite von 1,16 m. Über die Wandsteine liegen keine Angaben vor, somit lässt sich auch hier der Grabtyp nicht mehr bestimmen.